# Lista de países por produção de cobre
Esta é uma lista de países por produção de cobre em 2018, baseada nos dados do Serviço Geológico Britânico.

Produção de Cobre em 2005

| Rank | País/Região                    | Produção de Cobre (Toneladas) |
| ---- | ------------------------------ | ----------------------------- |
| -    | Mundo                          | 15,100,000                    |
| 1    | Chile                          | 5,360,800                     |
| 2    | Estados Unidos                 | 1,220,000                     |
| 3    | Peru                           | 1,049,933                     |
| 4    | China                          | 915,000                       |
| 5    | Austrália                      | 875,000                       |
| 6    | Indonésia                      | 817,796                       |
| 7    | Rússia                         | 675,000                       |
| 8    | Canadá                         | 606,958                       |
| 9    | Zâmbia                         | 502,998                       |
| 10   | Polónia                        | 497,200                       |
| 11   | Cazaquistão                    | 459,200                       |
| 12   | Irão                           | 249,100                       |
| 13   | Papua-Nova Guiné               | 194,355                       |
| 14   | Argentina                      | 180,144                       |
| 15   | Brasil                         | 147,836                       |
| 16   | República Democrática do Congo | 131,400                       |
| 17   | Mongólia                       | 129,675                       |
| 18   | México                         | 129,042                       |
| 19   | Uzbequistão                    | 103,500                       |
| 20   | Bulgária                       | 99,000                        |
| 21   | África do Sul                  | 89,700                        |
| 22   | Suécia                         | 86,746                        |
| 23   | Portugal                       | 78,660                        |
| 24   | Laos                           | 60,803                        |
| 25   | Índia                          | 31,000                        |
| 26   | Turquia                        | 30,000                        |
| 27   | Botswana                       | 24,255                        |
| 28   | Myanmar                        | 19,500                        |
| 29   | Paquistão                      | 18,700                        |
| 30   | Armênia                        | 17,800                        |
| 31   | Filipinas                      | 17,700                        |
| 32   | Geórgia                        | 14,600                        |
| 33   | Finlândia                      | 13,000                        |
| 34   | Roménia                        | 12,179                        |
| 35   | Coreia do Norte                | 12,000                        |
| 36   | Vietname                       | 11,400                        |
| 37   | Sérvia                         | 11,100                        |
| 38   | Espanha                        | 8,700                         |
| 39   | Macedônia do Norte             | 7,054                         |
| 40   | Namíbia                        | 6,262                         |
| 41   | Mauritânia                     | 5,031                         |
| 42   | Marrocos                       | 4,500                         |
| 43   | Tanzânia                       | 3,285                         |
| 44   | Zimbabwe                       | 2,581                         |
| 45   | Japão                          | 1,000                         |
| 46   | Chipre                         | 900                           |
| 47   | Arábia Saudita                 | 604                           |
| 48   | Colômbia                       | 600                           |
| 49   | Albânia                        | 400                           |

## Ligações Externas
- Lista completa do Serviço Geológico Britânico